# Бауэр, Владимир Анатольевич
Влади́мир Анатольевич Ба́уэр (10 апреля 1946, Томская область — 20 ноября 2007, Москва) — российский политический и общественный деятель, футбольный функционер, деятель Всесоюзного общества советских немцев «Возрождение».

## Биография
Родился 10 апреля 1946 года в селе Тегульдет Тегульдетского района Томской области, немец.

### Образование
В 1971 году окончил машиностроительный факультет ТПИ по специальности "инженер-механик", в 1980 году окончил факультет физической культуры Томского государственного пединститута. Кандидат педагогических наук (1987). Доцент.
В 1968—1973 годах — слесарь, затем инженер треста «Братскгосстрой». В 1967—1973 годах работал конструктором Томского завода режущих изделий.

### Спортивная и тренерская карьера
В 1965—1967 годах выступал за студенческую сборную «Буревестник» (Томск). В 1967—1973 годах выступал за команды «Шахтёр», Киселёвск (Кемеровская область), «Энергетик», Братск (Иркутская область). Играл на позиции вратаря.
В 1973—1975 годах был председателем Томского областного ДСО «Локомотив». В 1976—1977 годах — начальник футбольной команды «Энергия» (Братск, Иркутская область). В 1982—1988 годах — тренер команды «Буревестник» (Томск) и сборной ЦС ДС «Буревестник».

### Преподавательская деятельность
В 1977—1980 годах — преподаватель физвоспитания Томского политехнического института.
С 1980 года на преподавательской работе в Томском государственном педагогическом институте (преподаватель, старший преподаватель; в 1980—1984 годах председатель спортклуба, заведующий кафедрой физического воспитания; в 1985—1991 годах декан факультета физической культуры).

### Политическая и общественная деятельность
В 1989 г. организовал и возглавил Общество немцев Томской области. В 1990 г. был избран депутатом Томского областного Совета народных депутатов, где вошёл в депутатскую группу «Демократический Томск».
В 1991—1993 годах — заместитель главы администрации Томской области по социальным вопросам. 
С 1992 г. — председатель Координационного совета по социальной политике межрегиональной ассоциации «Сибирское Соглашение».
Во время событий сентября-октября 1993 г. в Москве решительно поддержал Бориса Ельцина. Вместе с другими представителями городских и районных администраций Томской области обратился к Ельцину с предложением приостановить деятельность Томского областного Совета народных депутатов как фактически «способствующую мятежу в Москве».
В 1993—1995 годах — депутат Государственной Думы Российской Федерации I созыва от Томского городского избирательного округа № 173 (получил 24,2 % голосов). С января 1994 г. — председатель комитета по организации работы Госдумы. Член фракции «Выбор России».
В марте 1994 года член инициативной группы по созданию партии "Демократический выбор России", на первом съезде избран членом политсовета партии.
16 февраля 1995 года на совместном заседании Политсовета и Исполкома партии «Демократический выбор России» (ДВР) Владимиру Бауэру «было выражено политическое недоверие». Освобождён от исполнения обязанностей в Исполкоме ДВР. Вступил в депутатскую группу «Новая региональная политика». В конце февраля 1995 года стал лидером новой фракции Госдумы «Дума — 96».
В 1997—2000 годах — заместитель министра региональной и национальной политики Российской Федерации.
В 2000—2001 годах — руководитель Департамента министерства по делам федерации, национальной и миграционной политике.
В 1997—2000 годах — Президент Федеральной немецкой национально-культурной автономии России.
С июня 1998 года — председатель Совета партии «Союз христианских демократов России».
В 2001—2003 годах — советник Председателя Государственной Думы Российской Федерации Г. Н. Селезнёва.
С 2004 года до конца жизни — советник Председателя Совета Федерации Федерального Собрания Российской Федерации Сергея Миронова.
С 1994 года — член Исполкома, с 1996 года — председатель комитета по связям с территориальными федерациями футбола, с 1998 года до конца жизни — вице-президент Российского футбольного союза.
С 2003 года до конца жизни — президент Любительской футбольной лиги (с момента её учреждения) — организации, проводившей первенство России по футболу среди любительских клубов.
Умер 20 ноября 2007 года. Похоронен в Москве на Троекуровском кладбище.

## Награды
- Благодарность Президента Российской Федерации (9 июля 1996 года) — за активное участие в организации и проведении выборной кампании Президента Российской Федерации в 1996 году[8].